# كينت ر. ويكس
كينت ر. ويكس (بالإنجليزية: Kent R. Weeks)‏ هو عالم مصريات وعالم إنسان أمريكي، ولد في 16 ديسمبر 1941 في إيفرت في الولايات المتحدة.

## وصلات خارجية
- كينت ر. ويكس على موقع IMDb (الإنجليزية)